# Livonia (miasto)
Livonia – miasto w Stanach Zjednoczonych, w stanie Nowy Jork, w hrabstwie Livingston.